# Escriptura eslava precristiana
L'escriptura eslava precristiana és un suposat sistema d'escriptura (possiblement rúnic), que pot haver estat utilitzat pels antics eslaus abans de la seva cristianització durant la missió de Ciril i Metodi i la creació dels alfabets glagolític i ciríl·lic.

## Evidències historiogràfiques antigues
L'escriptor búlgar del segle ix Txernorizets Hrabar, en la seva obra Un relat sobre les epístoles (búlgar: О писменех, O pismeneh), esmenta breument que, abans de la cristianització, els eslaus utilitzaven un sistema que havia batejat com a "traços i incisions" o "recomptes i dibuixos" en algunes traduccions (antic eslau: чръты и рѣзы). També proporciona important informació sobre la paleografia eslava en el seu llibre.
| « | Abans, els eslaus no tenien els seus propis llibres, però llegien i endevinaven per mitjà de traços i incisions, sent pagans. Després de convertir-se en cristians, van haver de conformar-se amb l'ús de lletres gregues i romanes sense ordre [de manera no sistemàtica], però com es pot escriure [eslau] bé amb lletres gregues ... i així va ser durant molts anys. | » |
| — | |   |

Una altra font contemporània, Thietmar de Merseburg, descriu un temple a l'illa de Rügen, un bastió pagà eslau, remarcava que els ídols tenien els seus noms gravats en ells ("singulis nominibus insculptis," Chronicon 6:23).
Àhmad ibn Fadlan descriu els usos i costums de la Rus', quan va arribar per un viatge de negocis a Bulgària del Volga. Després d'un enterrament ritual de vaixell d'un dels homes de la tribu, la rus deixava una inscripció a la tomba:
| « | Llavors construïen, en el lloc on havia estat el vaixell que havien elaborat fora del riu, una mena de petit turó rodó, enmig del qual col·locaven un gran tros de fusta de "hadanga" (àlber i bedoll), en què s'escrivia el nom del [el difunt] marit i el nom del rei de la Rus i marxaven. | » |
| — | |   |

No obstant això, Ibn Fadlan no deixa moltes pistes sobre l'origen ètnic de les persones a les que descriu (vegeu rus').

## Evidències arqueològiques

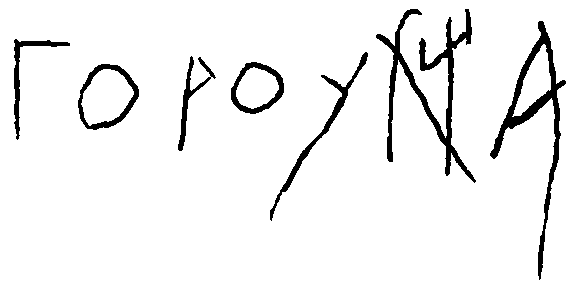
Inscripció de Gnezdovo.

- El 1949, es va trobar un àmfora a Gnezdovo, óblast de Smolensk, amb la inscripció més primerenca testificada en antic eslau oriental. S'ha interpretat que la paraula ГОРОУХЩА (goroukhsxa), inscrita a l'àmfora en l'alfabet ciríl·lic, designa la mostassa que estava continguda allà.[5] Aquesta explicació no ha estat acceptada universalment i la inscripció sembla estar oberta a diferents interpretacions.[6][7]

La inscripció ha estat datada a mitjans del segle x. fet que suggereix una popularitat insospitada de l'alfabet ciríl·lic a la Rus precristiana.
De les tres inscripcions rúniques que es troben a l'antiga Rus, només una, la de Làdoga, és anterior a la inscripció de Gnezdovo.
- En 1912, durant les excavacions arqueològiques de l'Església de la Mare de Déu dels Delmes, a Kíev, es va trobar un segell de plom, en tots dos costats del qual està posada la imatge del príncep en la forma d'un simple signe, envoltat d'una inscripció en grec o ciríl·lic parcialment conservada. Els investigadors van arribar a la conclusió que la inscripció en el segell és el nom de Sviatoslav (el príncep, que va governar entre els anys 945-972). En ambdós casos, es tracta d'una mostra que l'ús de l'escriptura eslava pagana ja existia entre els cristians eslaus (en particular, Bulgària).
- El 1956, a l'excavació de Nerevski, a Nóvgorod, es va trobar un fragment de costella de vaca amb 32 marques, de les quals només una mica més del 10 poden ser identificades amb les runes "daneses" futhark i el segle xi.[9]
- El 1958, també a l'excavació de Nerevski, es va trobar un os porcí, no conservat plenament, amb 16 inscripcions, datat a la primera meitat del segle xi.[9]
- També hi ha senyals a les encara no desxifrades pedres de Mikorjinskih (les de Poznań, a Polònia, són probablement falses) i la Inscripció de Sitovo (Sitovo, Bulgària, descoberta el 1928), fet que suggereix inscripcions rúniques eslaves. Hi ha una versió de Sitovka que desxifra les inscripcions en llengua frígia.[10]
- També hi ha extenses inscripcions desxifrades en fusaioles eslaves bicòniques dels segles XI-XIII, per exemple, a Belozersk[11] o Vaukavisk.[12] Tampoc es va desxifrar la inscripció de l'atuell del Departament d'Arqueologia de l'antic museu de Tver, publicada per August Żyzniewski (August Kazimírovitx Jiznevski) en 1888.[13]
- A l'espasa de Rússia trobada al powiat de Kíev i datada a la meitat del segle x. A un costat de la fulla es pot llegir la inscripció ciríl·lica «Слав» Slav, que no es conserva per complet atès que l'espada està trencada. Representava un ferrer, el nom de l'artesà (i Liudoixa (Liudota) en l'espasa de la stanitsa de Fosxevatoi). A l'altra banda hi ha símbols sense desxifrar.[14]
- Durant les excavacions a Nóvgorod es va trobar uns segells cilíndrics de fusta, en els quals hi figuren unes inscripcions fetes en ciríl·lic. Així, en un segells de fusta, que daten de finals del segle x (970-980), hi ha una inscripció que esmenta el riu Tikhmanga, rus: Тихманьга, en l'actual óblast d'Arkhànguelsk: «Мецъницъ мѣхъ въ Тихъм[ен]гѣ пол[чет]ъвѣръ[та]»[15] Més tard, amb el descobriment de noves troballes, altres segells cilíndrics, la data del cilindre va ser canviada a una de més incerta - al final del segle x i principis del segle xi.

## Evidències en contra
A la "Vida de Sant Ciril-Constantí el Filòsof", s'explica que Rastislav, duc de Moràvia, va enviar una ambaixada a Constantinoble on demanava a l'emperador Miquel III que enviés erudits als eslaus de la Gran Moràvia, que ja estaven batejats, i desitjaven tenir la litúrgia en la seva pròpia llengua, i no en llatí i grec. L'emperador va fer cridar Constantí i li va preguntar si podria fer aquesta tasca, tot i no trobar-se bé de salut. Constantí li va respondre que amb molt de gust viatjaria a la Gran Moràvia i els ensenyaria, tan bon punt els eslaus tinguessin el seu propi alfabet per escriure la seva pròpia llengua, a la qual cosa l'emperador va respondre:
| «                                                       | "El meu avi i el meu pare i molts altres han buscat això, però no ho han trobat. Llavors, com ho puc trobar?". I el filòsof va respondre: "Qui pot escriure una conversa a l'aigua i (qui vol) ser titllat d'heretge?" I juntament amb el seu oncle, Bardes, l'emperador li va respondre de nou: "Si ho desitges, Déu et pot donar això, així com Ell dona a cadascú que li demana sense cap dubte, i obre a aquell que pica (a la seva porta)". | » |
| — Vida de Sant Ciril-Constantí el Filòsof, Capítol XIV. | |   |

Fins i tot en el cas que existís alguna forma d'escriptura entre els eslaus en els segles anteriors, al segle ix els erudits de l'Imperi Romà d'Orient no estaven al corrent de la seva existència en qualsevol de les terres eslaves on havien enviat missioners o ambaixadors. O bé aquesta escriptura havia mort o bé no era una forma real de l'escriptura, sinó només "recomptes i dibuixos" com s'esmenta a l'obra de Txernorizets Hrabar Un relat sobre les epístoles.